# ام‌النعسان
ام‌النعسان (عربی: ام‌النعسان) پنجمین جزیره بزرگ در بحرین است که در ۱۷٫۵ کیلومتری غرب منامه پایتخت این کشور قرار دارد. این جزیره در استان  شمالیه جای دارد.
این جزیره ملک خصوصی نخست‌وزیر بحرین خلیفه بن سلمان آل خلیفه است و ورود به آن برای شهروندان عادی محدودیت دارد. به جز سه کاخ پادشاهی و تعدادی باغ، این جزیره توسعه چندانی نداشته و گروه‌های کوچکی از سیاه‌کل در این جزیره وجود دارد.
روستای کوچک ام‌النعسان در ساحل غربی جزیره قرار دارد و چند خانواده عشایری در آن سکونت دارند که مراقبت از گوزن‌ها و غزال‌های جزیره به عهده آنهاست.
جزیره ام‌النعسان از طریق گذرگاه ملک فهد به جزیره بحرین و شهر ساحلی خبر در عربستان سعودی و از طریق گذرگاه جده به جزیره جده متصل می‌شود.

## نگارخانه

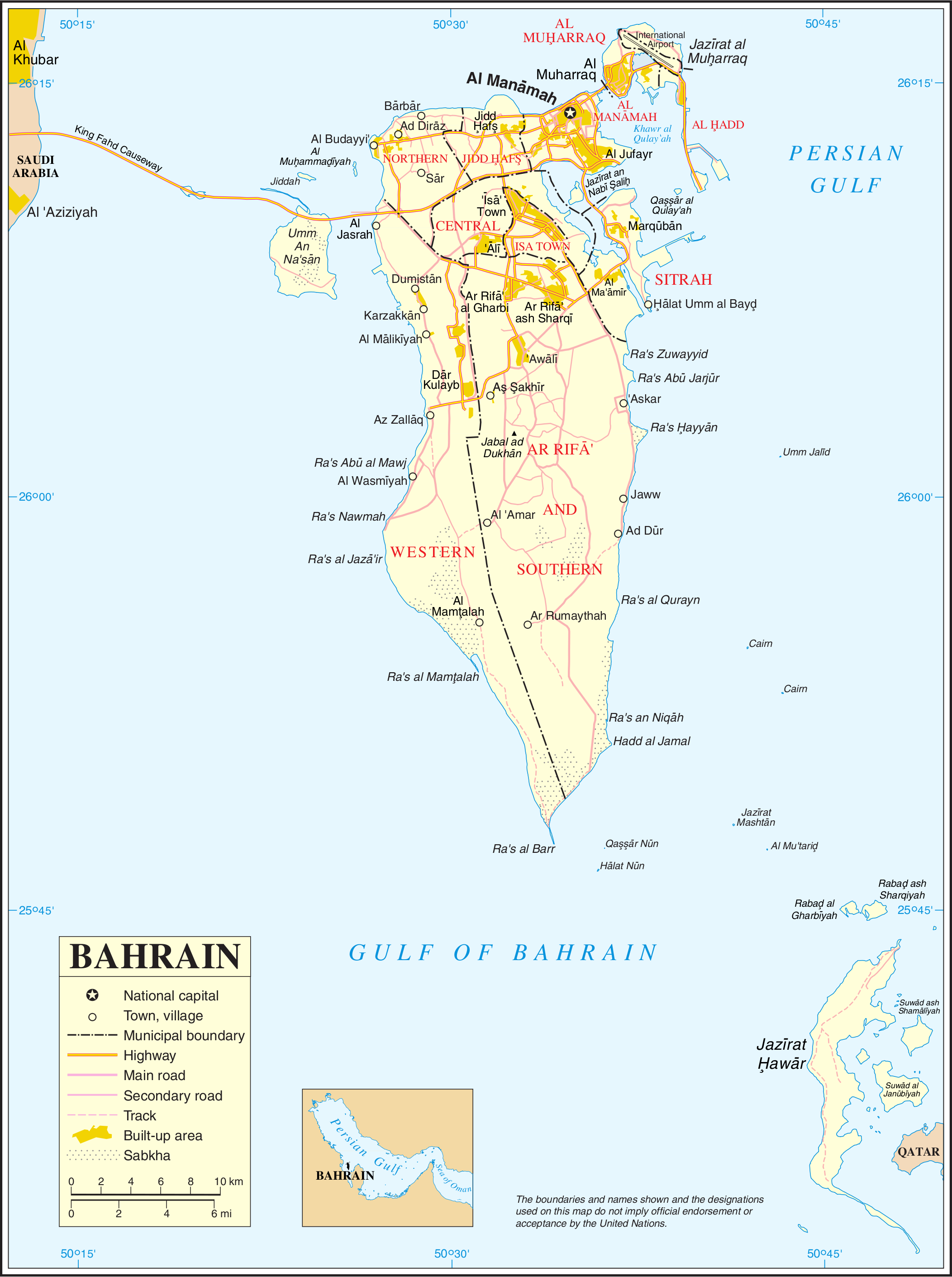
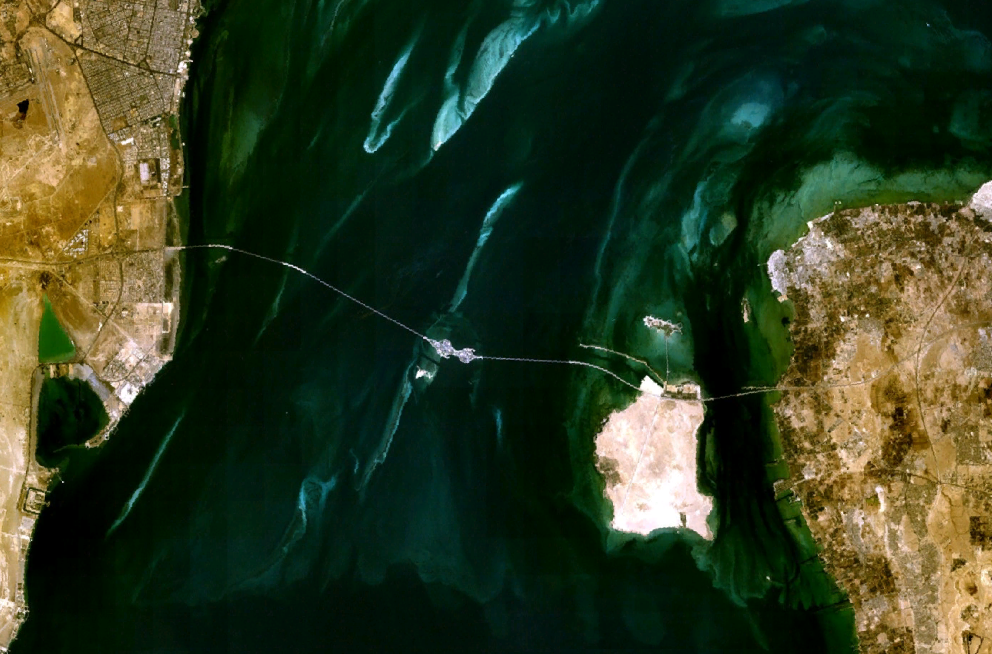